# Karl Ullrich
Pour les articles homonymes, voir Ullrich.
Karl Ullrich (1910-1996) est un officier supérieur allemand de la Seconde Guerre mondiale. Il a reçu la croix de chevalier de la croix de fer avec feuilles de chêne en mai 1944.

## Biographie
Karl Adolf Ullrich naît à Sarreguemines le 1er décembre 1910, pendant la première annexion allemande. Après sa scolarité, en 1931, il rejoint le NSDAP (no 715.727). Karl Ullrich rejoint ensuite, en avril 1932, les SS-Standarten der Verfügungstruppe, noyau de la future Waffen-SS (SS-Nr.: 31 438). Diplômé en ingénierie en février 1933, il suit une formation militaire au 9e Infanterie-Regiment de la Reichswehr. Il est affecté ensuite dans un bataillon du génie. Unterführer, sous-officier, Ullrich passe rapidement SS-Scharführer, sergent, puis SS-Oberscharführer, adjudant, en octobre 1934. Sélectionné en mars 1935, Ullrich intègre la SS-Junkerschule de Braunschweig. En tant que SS-Standartenoberjunker, il prend le commandement d'une compagnie de pionniers d'un bataillon des SS-Verfügungstruppe en février 1936. Promu SS-Untersturmführer en avril 1936, il est promu SS-Obersturmführer en septembre 1937. À la tête dune compagnie de pionnier, il est promu SS-Hauptsturmführer en novembre 1938.

### Seconde Guerre mondiale
Toujours dans la 3e compagnie du 2e SS-Panzer-Pionier-Batallion lorsque la guerre éclate, Karl Ullrich reçoit les croix de fer 2e et 1re classes pendant la Bataille de France. De juin 1941 à juillet 1942, Ullrich sert comme SS-Hauptsturmführer dans le 3e SS-Panzer Pionier-Batallion. Il y reçoit la croix de chevalier de la croix de fer pour son leadership et sa bravoure, lors des combats de la Poche de Demiansk, en février 1942. Promu Sturmbannführer, Karl Ullrich est transféré le 17 mars 1943 au 3e bataillon du 5e SS-Panzergrenadier-Regiment. Promu SS-Obersturmbannführer, il est affecté au 6e SS SS-Panzergrenadier-Regiment "Theodor Eicke" le 9 novembre 1943. Le 14 mai 1944, Karl Ullrich reçoit les feuilles de chêne pour son action sur le front. Le 13 juillet 1944, il est promu SS-Standartenführer et prend le commandement du 6e SS-Panzergrenadier-Regiment. Promu SS-Oberführer le 9 octobre 1944, Ullrich succède à Johannes Mühlenkamp à la tête de la 5e Panzerdivision SS Wiking. Karl Ullrich sera fait prisonnier par les Soviétiques en mai 1945.
Ullrich s'éteignit le 8 mai 1996 à Bad Reichenhall en Haute-Bavière.

## Décorations
- Croix de chevalier de la croix de fer, le 19 février 1942, comme Kommandeur SS-Pionier-Bataillon "Totenkopf"/SS-Totenkopf-Division/X.Armee-Korps/16.Armee/ HGr. Nord, Front de l'Est ;
  - avec feuilles de chêne (Nr. 480), le 14 mai 1944, comme Kommandeur SS-Pz.Gren.Rgt. 6 "Theodor Eicke"/3.SS-Pz.Div. "Totenkopf"/HGr. Südukraine, Front de l'Est ;
- 1939 Croix de fer 1re classe et 2e classe, le 18 mai 1940 et le 1er juillet 1940 ;
- Allgemeine-Sturmabzeichen in Silber ;
- Agrafe de combat rapproché en Bronze
- Demjanskschild;
- Médaille du front de l'Est ;
- Médaille des Sudètes ;
  - Spange "Prager Burg" ;
- Ehrendegen des RF SS/Totenkopfring der SS.

## Sources
- Like a Cliff in the Ocean: A History of the 3rd SS-Panzer-Division, J J Fedorowicz, 2003.
- Mark C. Yerger: Waffen-SS Commanders: The Army, Corps and Divisional Leaders of a Legend: Krüger to Zimmermann (v. 2), Schiffer Military History, Atglen, 1999.
- Veit Scherzer: Die Ritterkreuzträger 1939–1945, Scherzers Militaer-Verlag, Ranis/Jena, 2007.